# Entelam
Entelam war ein Volumenmaß in Eritrea. Grundmaß war das Maß Messe mit 1,5 Liter.
- 1 Entelam = 192 Liter

Die Maßkette war 
- 1 Entelam = 8 Ghebeta = 32/3 Tanica = 32 Cabaho = 128 Messe

Die Werte der Einzelmaße aus der Maßkette waren:
- 1 Ghebeta = 24 Liter
- 1 Tanica = 18 Liter
- 1 Cabaho = 6 Liter